# 天主教福尔里弗教区
天主教瀑河城教區（拉丁語：Diocesis Wigorniensis）是美國一個羅馬天主教教區，屬波士頓總教區。1904年3月12日成立。
範圍包括馬薩諸塞州東南部，教座位於縣治瀑河城。2010年有教友347,385人、96個堂區、274名司鐸。現任教區主教為喬治·威廉·科爾曼。